# David Dhawan
David Dhawan, właśc. Rajinder Dhawan (ur. 16 sierpnia 1955 w Agartali) – indyjski reżyser filmowy, najbardziej znany z komedii z Govindą. Największą popularność przyniósł mu film Aankhen i Biwi No.1 (z Salman Khanem). Z ostatnich jego filmów najbardziej popularne były komedie Miłosne manewry i Pobierzmy się.
Studiował w Film and Television Institute of India w Pune. Żonaty z Karuną - para ma dwóch synów Varuna i Rohita. Jego brat, Anil Dhawan, jest aktorem. 

## Wybrana filmografia
| - Partner 2 (2011, sequel Partnera) - Rascals (2011) - Nie przeszkadzać (2009) - Hook Ya Crook (2009) - Partner (2007) - Shaadi No. 1 (2005) - Maine Pyaar Kyun Kiya? (2005) - Pobierzmy się (2004) - Ek Aur Ek Gyarah (2003) - Chor Machaye Shor (2002) - Yeh Hai Jalwa (2002) - Miłosne manewry (2002) - Jodi No.1 (2001) - Dulhan Hum Le Jayenge (2000) - Kunwara (2000) - Chal Mere Bhai (2000) - Gharwali Bharwali (1999) - Biwi No.1 (1999) - Haseena Maan Jaayegi (1999) - Bade Miyan Chote Miyan (1998) | - Hero No.1 (1998) - Mr and Mrs Khiladi (1997) - Banarasi Babu (1997) - Judwaa (1997) - Deewana Mastana (1997) - Saajan Chale Sasural (1997) - Loafer (1996) - Yaarana (1995) - Coolie No.1 (1995) - Raja Babu (1994) - Eena Meena Deeka (1994) - Andaz (1994) - Aankhen (1993) - Shola Aur Shabnam (1992) - Bol Radha Bol (1992) - Swarg (1990) - Aandhiyan (1989) - Aag Ka Gola (1990) - Jurrat (1990) - Taaqatwar (1989) |